# 1831 aux échecs
| Années des échecs : 1828 - 1829 - 1830 - 1831 - 1832 - 1833 - 1834    |
| Décennies des échecs : 1800 - 1810 - 1820 - 1830 - 1840 - 1850 - 1860 |

Cet article présente les faits marquants de l'année 1831 aux échecs.

## Événements majeurs
- Découverte des Figurines de Lewis dans la baie d'Uig, sur l'île écossaise de Lewis, qui sont un lot de 93 figurines, dont 73 pièces d'échecs, fabriquées au IIe siècle[1].

## Divers
- Frederick Madden attribue la création du jeu d'échecs à Charlemagne[1].
- William Lewis publie A Series of Progressive Lessons on the Game of Chess[1].

## Naissances
- George Brunton Fraser, futur champion d'Écosse[1].
- 27 décembre : Valetine Green fort joueur amateur anglais[1].